# Thrashcore
Thrashcore (także fastcore) – podgatunek hardcore punku powstały na początku lat 80.. Zasadniczo trashcore jest szybszą odmianą hardcore punku, w której dodatkowo używa się często blastów. Piosenki mogą być bardzo krótkie i zazwyczaj traktują o młodzieńczym buncie lub antymilitaryzmie.
Thrashcore jest często mylony z crossover thrashem, a nawet thrash metalem. Ponadto niektóre grupy grające crossover  – takie jak D.R.I. – zaczynały jako zespoły grające thrashcore.